# 魯勒爾鎮區 (堪薩斯州金曼縣)
魯勒爾鎮區（英語：Rural Township）為美國堪薩斯州金曼縣轄下的鎮區。2010年美国人口普查中此鎮區人口有334人。

## 地理
魯勒爾鎮區涵蓋總面積為93.6平方（36.15平方英里），其中陸地面積為93.6平方（36.14平方英里），水域面積為0.026平方（0.01平方英里）或0.03%。海拔高度526（1,726英尺）。

## 人口統計
根據2010年美國人口普查，魯勒爾鎮區人口有334人，其中男性有153人，女性有181人，人口密度為每平方公里3.57人，住房計127戶。鎮區內的白人有325人，非裔美國人有2人，美洲原住民有4人，亞裔美國人有0人，太平洋島裔美國人有0人，其他種族有0人，混血種族則有3人。此外鎮區內有2人為西班牙裔或拉丁裔美國人。此鎮區之年齡中位數為52.3歲，而男性年齡中位數為50.1歲，女性年齡中位數為54.6歲。

## 交通

### 主要公路
- 400號美國國道